# Leonyid Mihajlovics Oszipov
Leonyid Mihajlovics Oszipov, oroszul: Леонид Михайлович Осипов (Moszkva, 1943. február 6. – 2020. november 5.) olimpiai bajnok, ezüst- és bronzérmes szovjet válogatott orosz vízilabdázó.

## Pályafutása
Három olimpián vett részt. 1964-ben bronz-, 1968-ban ezüst-, 1972-ben aranyérmes lett a szovjet válogatottal. 1973-ban a világbajnokságon ezüstérmet szerzett. Az 1966-os utrechti és az 1970-es barcelonai Európa-bajnokságon aranyérmes lett a válogatottal.

## Sikerei, díjai
- Olimpiai játékok
  - aranyérmes: 1972, München
  - ezüstérmes: 1968, Mexikóváros
  - bronzérmes: 1964, Tokió
- Világbajnokság
  - ezüstérmes: 1973, Belgrád
- Európa-bajnokság
  - aranyérmes: 1966, Utrecht, 1970, Barcelona